# Marumba diehli
Marumba diehli là một loài bướm đêm thuộc họ Sphingidae. Loài này có ở Sumatra và Java.